# Joshua Fit for Battle
Joshua Fit for Battle to zespół screamo z Newark (stan Delaware), USA. Grupa została założona w marcu 1998, kiedy do trzech członków As Thoughts Die.. Joe, Dan'a oraz Geoff'a, dołączyli Kevin, Larry i Justin. Nazwa wywodzi się od tytułu tradycyjnej amerykańskiej pieśni gospel, Joshua Fit the Battle of Jericho. Mimo iż zespół starał się uniknąć kategoryzacji, fani i krytycy jednoznacznie uznali go za dzieło fali screamo późnych lat 90. Grupa jednak czerpała inspiracje od zespołów lokalnej sceny screamo, sami członkowie grali wcześniej m.in. w : The Bessemer Process, Union, Coffin, czy Year of the Comet. Zespół rozpadł się na początku 2003.
Po rozpadzie zespołu, jego członkowie przeszli to takich grup jak akustyczne Superstitions of the Sky, oraz grup screamo: Hot Cross, Welcome the Plague Year i A Petal Fallen.

## Członkowie zespołu
- Kevin Hardy - perkusja (1998 - 2003)
- Larry Everett - wokal (1998 - 2003)
- Joe B. - wokal (1998 - 2000)
- Dan Bogart - bass (1998 - 2003)
- Josh Jakubowski - gitara (1999 - 2003)
- Bryan Louie Kai - gitara (2000 - 2003)
- John Fassano - gitara (1999)
- Geoff Matheison - gitara (1998 - 2000)
- Justin Gilday - gitara (1998)

## Dyskografia
- Bring Out Your Dead CD/LP - (Electric Human Project) 2003 - kompilacja utworów nagranych w latach 1998 - 1999
- To Bring Our Own End CD/LP - (Alone/Shock Value) styczeń 2002
- split LP z Neil Perry - (Level Plane) lipiec 2001
- split LP z Flashbulb Memory - (Revolutionary Audio) 2000
- split 7" z All I Ask - (Prizefight) 1999
- Joshua Fit for Battle 7" - (Prizefight) 1999
- split 7" z Love Lost but Not Forgotten (Normal Records) 1999